# San Secondo di Pinerolo
San Secondo di Pinerolo (piemontesisch San Second, okzitanisch Seisound) ist eine Gemeinde in der italienischen Metropolitanstadt Turin (TO), Region Piemont.

## Lage und Einwohner
San Secondo di Pinerolo liegt 44 km südöstlich von San Secondo di Pinerolo. Das Gemeindegebiet umfasst eine Fläche von 12 km² und hat 3652 Einwohner (Stand 31. Dezember 2023). Zur Gemeinde zählen die beiden Fraktionen (Frazioni) Miradolo und Airali.
Die Nachbargemeinden sind Pinerolo, San Germano Chisone, Porte, Prarostino, Osasco und Bricherasio.

## Geschichte

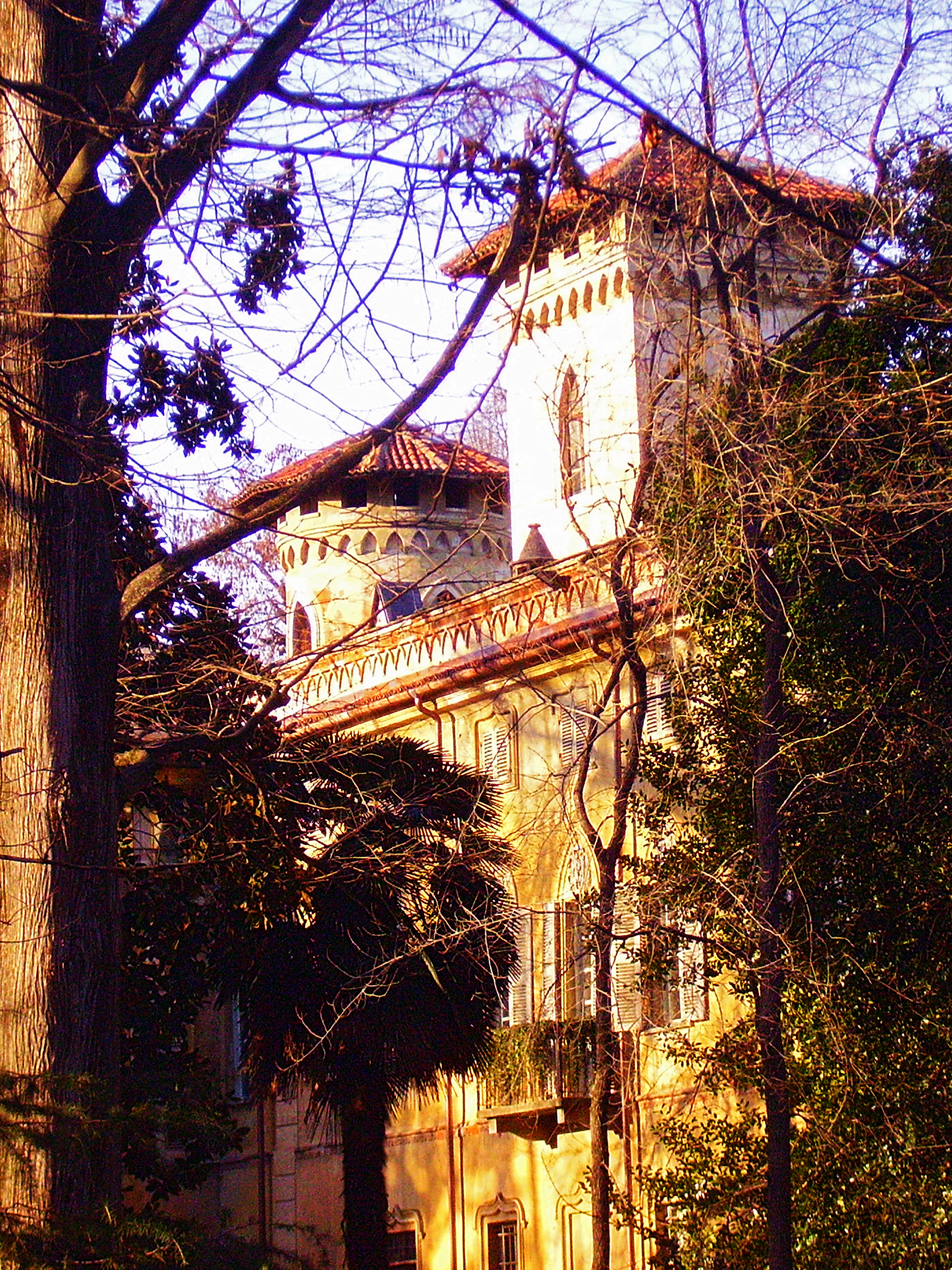
Castello Miradolo

Die ersten schriftlichen Quellen stammen aus dem Spätmittelalter, einer Zeit, in der der Begriff „Miradolium“ auftaucht und sich auf die von der Abtei Santa Maria di Pinerolo abhängige Festung bezieht. In dieser Zeit war Miradolo tatsächlich der Hauptort und nicht das Dorf San Secondo.
Diese Festung war Schauplatz heftiger bewaffneter Auseinandersetzungen, bis sie Ende des 16. Jahrhunderts während der Kämpfe zwischen den Franzosen und den savoyisch-hispanischen Truppen zerstört wurde. In der Neuzeit begann jedoch der Niedergang von Miradolo zugunsten von San Secondo, das zum Sitz einer Grafschaft wurde, die den Grafen von Bianco belehnt wurde. Im 17. Jahrhundert wurde es von den Religionskriegen zwischen Katholiken und Waldensern heimgesucht, während im 18. Jahrhundert, als die Auseinandersetzungen nachließen, San Secondo der Protagonist einer entscheidenden Entwicklung war. 
Die Bevölkerung wuchs und die Herstellung von Terrakotta-Keramik (der „Tupin“) etablierte sich und machte sie in der Umgebung berühmt. Im 19. Jahrhundert wuchs diese Tätigkeit weiter, bis sie auf 14 Fabriken zählen konnte, die Ton aus speziellen Steinbrüchen bezogen und ihre Produkte im gesamten Piemont vertrieben.
Mit der Nachkriegszeit und der Einführung neuer Materialien für die Herstellung von Vasen geriet der wichtigste Industriezweig des Landes in eine Krise und die lokale Produktionsstruktur musste sich in den sechziger und siebziger Jahren durch neue Produktions- und Handelsaktivitäten neu entwickeln, die sich hauptsächlich auf die Region Airali konzentrierten, der flachste Teil des Gemeindegebiets.
Die Stadt erlebte daher eine tiefgreifende Entwicklung und einen demografischen Anstieg, mit dem Bau neuer Wohngebiete verbunden mit einigen fragwürdigen Entscheidungen wie dem Abriss des Schlosses der Weißen Grafen im Zentrum von San Secondo.

## Gemeindepartnerschaften
- Carlos Pellegrini, Santa Fe

## Söhne und Töchter des Ortes
- Luca Collino (1921–2008), Benediktiner, Abtordinarius von St. Paul vor den Mauern (Rom), Präses der Cassinensischen Kongregation